# Anycast

Anycast és una metodologia d'adreçament i encaminament de xarxes on els datagrames d'un únic remitent s'encaminen cap al node topològicament més proper dins d'un grup de receptors potencials que s'identifiquen per la mateixa adreça destí.

## Metodologies d'adreçament
El protocol IP i d'altres sistemes d'adreçament reconeixen tres metodologies bàsiques d'adreçament: 
- L'adreçament en unidifusió o unicast utilitza una associació un-a-un entre l'adreça destí i el punt final dins de la xarxa: cada adreça destí identifica de forma única un únic receptor.
- L'adreçament en difusió general (broadcast) o selectiva (multicast) utilitza una associació un-a-molts: els datagrames s'encaminen des d'un únic remitent cap a múltiples destins alhora en una sola transmissió. La xarxa replica automàticament els datagrames que facin falta a tots els segments de xarxa (enllaços) que continguin un possible receptor.
- L'adreçament en anycast envia datagrames a un únic membre d'un grup de receptors potencials que s'identifiquen per la mateixa adreça destí. És una associació un-a-un-de-molts.

## Detalls
A Internet, l'anycast se sol implementar utilitzant BGP per anunciar alhora el mateix rang d'adreces IP des de molts llocs diferents d'Internet. Això té com a resultat que els paquets que s'envien a les adreces de destí dins d'aquest rang acabaran sent encaminades al punt "més proper" de la xarxa que anunciï l'adreça IP destí donada. Abans, anycast s'utilitzava sobretot per protocols sense connexió (generalment sobre UDP), en comptes de protocols orientats a connexió com ara TCP, que mantenen un estat. Això no obstant, hi ha molts casos on actualment es fa servir també TCP, tot i que el receptor seleccionat per alguna font donada pot canviar si les rutes òptimes canvien, tancant les sessions que puguin estar actives en aquell moment.
En general, anycast s'utilitza com una manera per donar alta disponibilitat i balanceig de càrrega per serveis sense estat com l'accés a dades replicades; per exemple, el servei DNS és un servei distribuït en múltiples servidors dispersos geogràficament. Algunes de les tretze adreces IP dels servidors arrel del DNS s'utilitzen com a anycast, ja que cadascun d'aquests servidors, vitals per al funcionament d'Internet, estan replicats moltes vegades en diferents llocs del món.

## Aplicacions
Amb el creixement d'Internet, els serveis de xarxa tenen cada cop més requeriments d'alta disponibilitat. Per tant, l'operació de serveis d'anycast (RFC 4786) és cada cop més utilitzada pels operadors de xarxa.

### Domain Name System
Alguns servidors arrel del DNS s'implementen com a grups d'ordinadors que utilitzen adreçament anycasat. Els servidors A, C, F, I, J, K, L i M existeixen en múltiples ubicacions en diferents continents, utilitzant anuncis d'anycast per tal de proporcionar un servei descentralitzat. Això ha accelerat el desplegament de servidors arrel físics fora dels Estats Units. La RFC 3258 documenta l'ús d'adreces unicast per proporcionar serveis DNS autoritatius. Molts proveïdors de DNS comercials han migrat a un entorn amb anycast IP per millorar el rendiment de les consultes, la redundància, i per implementar el balanceig de càrrega.

### Transició a IPv6
En la transició d'IPv4 a IPv6, es poden desplegar adreces anycast per proporcionar compatibilitat amb IPv6 a ordinadors IPv4. Aquest mètode, 6to4, utilitza un router per defecte amb l'adreça IP 192.88.99.1, cf. RFC 3068. Això permet que múltiples proveïdors implementin portes 6to4 sense que els ordinadors hagin de conèixer les adreces concretes de cada proveïdor.

### Xarxes de distribució de continguts
Les xarxes de distribució de continguts poden utilitzar anycast per les connexions HTTP als seus centres de distribució o per al DNS. Com que la majoria de connexions HTTP a aquestes xarxes sol·liciten contingut estàtic com ara imatges o fulls d'estil, són curtes i sense estat. El fet que les rutes en general siguin estables i les connexions no tinguin estat fan que anycast sigui apropiat per aquestes aplicacions, encara que utilitzin TCP.